# Asteria (sommergibile)
L’Asteria è stato un sommergibile della Regia Marina.

## Storia
Una volta ultimato fu sottoposto ad un periodo di addestramento intensivo per poter operare il prima possibile.
Il 15 maggio 1942, nel corso della sua prima missione di guerra, mentre, di sera, stava emergendo per porsi in agguato nei pressi della costa della Cirenaica, dovette precipitosamente reimmergersi per l'avvistamento di un cacciatorpediniere, che, avendolo a sua volta avvistato, stava cercando di speronarlo; l’Asteria fu poi oggetto del lancio di parecchie bombe di profondità, riportando danni non gravi.
Il 7 luglio si portò nel tratto di mare tra Cipro e la Siria (era al momento comandante dell'unità il tenente di vascello Pasquale Beltrame) e dopo una settimana individuò a breve distanza una nave identificata come un cacciatorpediniere: portatosi all'attacco, lanciò un primo siluro, che però l'unità nemica evitò con la manovra. Poco dopo l’Asteria lanciò un secondo siluro, avvertendo un forte scoppio: non risultano però danneggiamenti di unità in quella zona ed in quel momento.
Il 12 agosto fu inviato a ponente di Malta, di contrasto all'operazione britannica «Pedestal»: la cosa sfociò poi nella Battaglia di mezzo agosto, durante la quale l'Asteria, comunque, non ebbe alcun ruolo.
Assunse poi il comando del sommergibile il tenente di vascello osservatore aereo Dante Morrone (di Luigi e di Susanna Guida, nato a Ravenna il 28 gennaio 1914)  .
Il 13 novembre l’Asteria, in missione al largo di Capo Carbon, individuò due unità minori e lanciò una coppiola di siluri contro una di esse; avendo però l'acqua una notevole fosforescenza, la nave avvistò le due armi e le schivò con la manovra. L’Asteria subì poi un pesante bombardamento con cariche di profondità, dal quale comunque uscì con danni leggeri.
Sempre nella medesima giornata, alle 12.45, mentre navigava verso la propria base, il sommergibile fu oggetto dello sgancio di bombe da parte di un velivolo Lockheed Hudson della USAAF, ma riuscì ad evitare gli ordigni e a danneggiare l'aereo con il fuoco delle sue mitragliere.
Il 13 febbraio 1943 il sommergibile raggiunse il suo settore d'operazioni, nei pressi di Capo Carbon. Non avvistò navi sino al 17, quando, nottetempo, individuò due navi avversarie – si trattava dei cacciatorpediniere britannici Westland ed Easton – alla ricerca di sommergibili; cercò di attaccare con i siluri ma fu rilevato dalle due navi inglesi, che cercarono di speronarlo. Fu poi sottoposto ad un pesante bombardamento con cariche di profondità, con gravi danni.
Dopo sette ore di caccia l’Asteria dovette emergere e fu subito centrato dal tiro delle artiglierie del Wheatland dell'Easton, con alcune vittime tra l'equipaggio; i sopravvissuti – che avevano già avviato le manovre di autoaffondamento – lo abbandonarono, venendo tratti in salvo (e catturati) dai due cacciatorpediniere, mentre il sommergibile scompariva 25 miglia a nordovest di Bougie.
Nell'azione persero la vita 5 uomini dell’Asteria.
In tutto il sommergibile aveva svolto 9 missioni offensivo-esplorative e 8 di trasferimento, per totali 10.842 miglia di navigazione in superficie e 1370 in immersione.